# Vera van Brakel
Vera van Brakel-van der Mark (Den Haag, 15 augustus 1949) is een Nederlandse vlogger en interviewer.

## Biografie
Vera groeide op in het rooms-katholieke deel van de Haagse wijk Moerwijk.
Bij de Haagse Ziekenomroep Rano presenteerde ze haar eerste radioprogramma’s. Haar eerste interview hield ze met de acteur Paul van Gorcum. Bij de ziekenomroep leerde ze Govert van Brakel kennen. Met hem trad ze in 1977 in het huwelijk. Samen kregen ze twee zonen.
Voor het werk van haar echtgenoot verhuisde ze in 1979 naar het midden van het land. In haar nieuwe woonplaats ging ze radioprogramma’s presenteren voor diverse lokale radiostations. In die programma’s interviewde ze veel mensen uit het politieke leven en de Amersfoortse gemeenschap. Tegelijkertijd werkte ze als voorstellingscoördinator bij Theater Flint.  Voor publiek van het theater interviewde ze daar choreografen, regisseurs en artiesten bij inleidingen van voorstellingen. Voor boekhandels en bibliotheek interviewde ze voor publiek veel bekende schrijvers.
In mei 2010 verruilde ze haar werk bij het theater voor een baan als vrijwilliger bij het Nederlands Instituut voor Beeld & Geluid. Ze geeft sindsdien rondleidingen, vinylpresentaties en is betrokken bij het programma ‘Mediawijsheid voor senioren’. Als gastvrouw werkt ze bij een arrangement 'Vloggen voor senioren'. Daarbij werd haar belangstelling voor vloggen gewekt.
In maart 2020 brak in Nederland de coronacrisis uit. Voor Vera het moment om te gaan vloggen. Haar basiskennis vulde ze aan door veel YouTube-video’s te bekijken. Zo leerde ze zichzelf de fijne kneepjes van filmen en monteren. Haar eerste vlog publiceerde ze op 16 maart 2020 op haar YouTube-kanaal 'VeraVlogt'.
Haar video’s trokken de aandacht. Archief Eemland nam vlogs van Vera op vanwege het tijdsbeeld dat erin wordt gegeven over Amersfoort in coronatijd. Voor de campagne van de Rijksoverheid ‘De waarde van ouder worden’ maakte ze een vlog voor een online conferentie. Samen met Willeke Alberti en Marjan Berk werd ze uitgenodigd bij Omroep MAX om over de campagne te vertellen.
In september 2020 ging Vera vloggen voor de ouderenorganisatie KBO-PCOB, wat uiteindelijk zou leiden tot het YouTube-kanaal 'Vera Ontmoet'. Daarvoor ging ze op bezoek bij tweeëntwintig bekende senioren. Het terugkerende thema was een uitspraak van oud-minister Hedy d’Ancona: 'Ambitie en passie gaan niet met pensioen.' Vera was o.a. te gast bij Sjoukje Dijkstra, Jan Terlouw, Willeke Alberti en Tineke de Nooij.

## Boekpublicatie
In oktober 2022 verscheen Vera’s boek Uit contact, een autobiografisch verhaal over de pijnlijke scheiding tussen een moeder en haar dochter. Het boek krijgt veel publiciteit en positieve weerklank van ouders in eenzelfde situatie als zij. Voor deze ouders richtte Vera een besloten Facebookgroep op waar lotgenoten hun verdriet en ervaringen met elkaar kunnen delen.
In 2024 bracht het Amersfoortse theatergezelschap ‘De Belevenisfabriek’ een theatervoorstelling met nagesprek op de planken, geïnspireerd op dit boek.